# 트랜스퍼마크트
트랜스퍼마크트(독일어: Transfermarkt)는 악셀 스프링거 AG가 소유한 독일 기반의 웹사이트로 점수, 결과, 통계, 이적 뉴스 및 일정과 같은 축구 정보를 제공한다. IVW에 따르면 사람들이 가장 많이 방문한 독일 웹사이트 상위 25개 중에서 하나이며, 독일의 또 다른 유명 축구 사이트 키커 다음으로 높은 순위를 기록했다.
웹사이트에는 점수, 결과, 이적 소식, 일정 및 선수의 현재 몸값 등에 대한 정보를 제공한다. 여러 사실들과 선수 가치가 순전히 추정치에도 불구하고, Center for Economic Performance의 연구원들에 따르면 선수 이적에 관한 여러 이야기들이 대체로 매우 정확한 편이라고 밝혔다.
이러한 선수의 예상 몸값은 해당 웹사이트가 일반적으로 축구 시장의 작동 방식을 고려하여 몇 달마다 업데이트를 시키며, 이러한 추정치는 실제 시장에서의 몸값과 어느 정도의 차이를 보일 수 있다.

## 역사
해당 웹사이트는 2000년 5월 마티아스 세이델이 다른 팀으로 가기 전에 SV 베르더 브레멘의 선수 추적 및 이적을 위해 처음 만들어졌었다. 이 웹사이트는 처음에는 선수들에 대한 정보만을 다루었지만 점차 감독, 에이전트 및 기타 스태프들에 대한 정보도 다루게 되었다. 2008년에는 악셀 스프링거 AG가 웹사이트의 약 51% 지분을 인수했다. 그리고 세이델은 남은 49%의 주식을 보유하게 되었다. 이후 웹사이트의 정식 영어 버전은 2009년이 되어서야 만들어졌다
2014년 5월 19일 소위 '버전 4' 업데이트를 위한 재출시가 이루어졌다. 이 업데이트 과정에서 개인 데이터가 무기한으로 다른 사용자에게 표시되었기 때문에 서버 기술 및 서버의 데이터가 법적으로 문제가 되기도 하였다. 또한 48시간 동안 사이트의 가용성이 매우 제한적이어서 페이스북에 여러 불만이 제기되었다. 그중에서도 사용자들의 가장 큰 비판은 혼란스러운 새로운 디자인이었다. 그 결과 해당 사이트는 재출시 과정에서 발생한 사건과 문제에 대해 공개적으로 사과를 했야만 했다.